# Tipula magnifolia
Tipula magnifolia är en tvåvingeart som beskrevs av Alexander 1948. Tipula magnifolia ingår i släktet Tipula och familjen storharkrankar. Inga underarter finns listade i Catalogue of Life.